# Aeroportul Internațional Wilmington
Aeroportul Internațional Wilmington (IATA: ILM, ICAO: KILM, FAA LID: ILM) este un aeroport din Comitatul New Hanover, Carolina de Nord, Carolina de Nord, Statele Unite ale Americii ce deservește zona Wilmington⁠(d). Aeroportul a fost tranzitat în 2024 de 1.465.869 de pasageri. A fost numit după zona deservită.
Situat la o altitudine de 10 m, aeroportul dispune de 2 piste.

## Infrastructură

### Piste
Aeroportul dispune de 2 piste. Pista 06/24 are suprafața de asfalt și dimensiunile 8.016 picioare × 150 picioare. Pista 17/35 are suprafața de asfalt și dimensiunile 7.754 picioare × 150 picioare. 